# Три сердца (фильм, 1993)
«Три сердца» (англ. Three of Hearts) — американский кинофильм, лирическая комедия 1993 года режиссёра Юрека Богаевича.

## Сюжет
Действие фильма происходит в Нью-Йорке и сюжет рассказывает об отношениях внутри нестандартного любовного треугольника — лесбийской пары и одного мужчины. Молодая и привлекательная учительница литературы Эллен Армстронг поссорилась и рассталась со своей возлюбленной Конни Запски.
К этому моменту Конни давно планировала посетить свадьбу своей сестры на пару с Эллен и теперь не хочет появиться там одна. Она нанимает мужчину из эскорта Джоя Казелло, чтобы он составил ей компанию на свадьбе. При этом, тяжело переживая утрату любимого человека и не желая мириться с потерей, в ходе знакомства с эффектным парнем Конни задумывает комбинацию, с конечной целью — вернуть обратно внимание Эллен. Джой должен соблазнить её бывшую подружку и затем бросить. По замыслу Конни, такой поворот событий должен был убедить Эллен в неверности всего мужского рода и подтолкнуть назад к Конни. Джой соглашается принять участие в авантюре. События, однако, развиваются совсем не так как было запланировано. Ему начинает нравиться Эллен.

## В ролях
- Келли Линч — Конни Чапски
- Шерилин Фенн — Эллен Армстронг
- Уильям Болдуин — Джой Казелло
- Джо Пантолиано — Микки
- Ян Качмарек — священник
- Гейл Стрикленд — Ивонна
- Клэр Кэллоуей — Изабелла
- Чек Веррелл — Эллисон